# Peter Lordmann
Peter Lordmann (22. März 1874 in Köln – 27. Januar 1955 in Regensburg) war ein deutscher Opernsänger (Bass, Bariton), der auch mindestens einen Auftritt im Stummfilm hatte. Er arbeitete zudem als Theaterregisseur.

## Leben
Peter Lordmann begann seine Karriere als Konzertsänger mit Auftritten in Düsseldorf und Köln im Jahre 1897. Im selben Jahr debütierte er auch am Hoftheater von Kassel. Von 1898 bis 1902 wurde er an die Vereinigten städtischen Bühnen nach Graz verpflichtet, wo er als „Zuniga“ in Carmen debütierte und daselbst bis 1902 in Bass- und Bassbuffopartien erfolgreich wirkte.
Von 1902 bis 1904 wirkte er am Hoftheater Karlsruhe, 1904 bis 1905 am Opernhaus von Köln, 1905 bis 1909 an der Wiener Volksoper, 1909 bis 1912 an der Dresdner Hofoper und von 1912 bis 1916 am Deutschen Opernhaus Berlin.
Am Ersten Weltkrieg nahm er kurz als Soldat teil und setzte seine Karriere von 1917 bis 1919 am Stadttheater von Bremen und 1919 bis 1921 am Staatstheater von Wiesbaden fort. Danach arbeitet er gastierend und war von 1923 bis 1924 als Sänger und Regisseur am Stadttheater von Hagen (Westfalen) angestellt.
Aus der Reihe seiner besten Darbietungen seien genannt: „Mephisto“ in Faust und Mephistopheles, „St. Bris“ in Hugenotten, „Dr. Cajus“ in Lustige Weiber etc.
Lordmann besaß eine prächtige Baritonstimme, vermied es stets sich an die Schablone zu halten, zeigte vielmehr in jeder seiner Partien ganz originelle Auffassungen. Seine musikalische Sicherheit wurde besonders anerkannt.

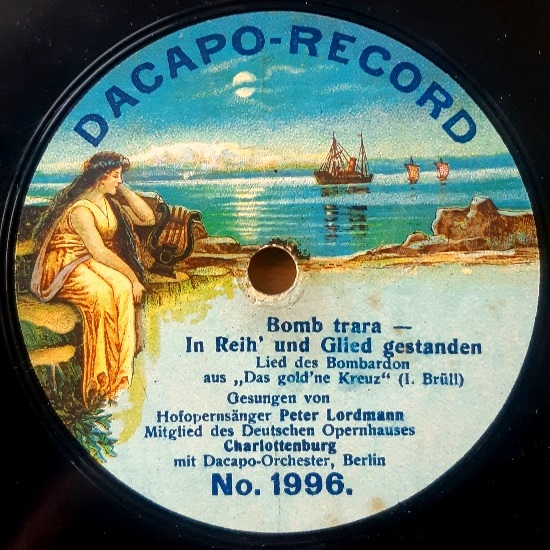
Schallplatte von Peter Lordmann (Berlin 1913)

Peter Lordmann hinterließ erste Aufnahmen auf Excelsior-Walzen (Köln 1905), danach zahlreiche Schallplatten auf Zonophone (Wien 1906), Premier Record (Wien 1908), Pathé (Wien 1909, Berlin 1909–11 und Dresden 1912), Odeon (Berlin 1909), Dacapo, Favorite, Parlophon (alle Berlin 1913), Grammophon (Berlin 1913–15), Vox (Berlin 1923); auch noch elektrische Aufnahmen auf Grammophon (Berlin 1929, u. a. kleine Rolle in Kurzoperette "Der Bettelstudent").

## Filmografie
- 1916: Martha